# Ket
Los ket, keti, quetos u ostíacos, son un pueblo que habita en el valle medio del río Yenisei. Se llaman a sí mismos остыган, ostigan o yugun. Ket significa "hombre" (plural deng "gente"). El censo de Rusia de 2002 registró 1.494 ket. Hablan una lengua paleosiberiana, el idioma ket. Físicamente los ket reúnen características tanto urálicas como mongoloides. Son de complexión robusta y estatura relativamente baja.
Existen múltiples hipótesis sobre el origen de este pueblo, sin embargo, una hipótesis llamativa argumenta que sobre la base de algunos rasgos fisonómicos y culturales comparten un mismo antecesor común directo con los pueblos amerindios antes de que las migraciones humanas cruzaran el estrecho de Bering.

## Historia
Son descendientes de las tribus de cazadores y pescadores de la taiga. Según su propia tradición oral, llegaron a este territorio, procedentes del sur, del macizo de Altái y los montes Sayanes, huyendo de invasores, posiblemente pueblos túrquicos, que ocuparon esas cordillera y luego las llanuras aledañas.
Fueron incorporados al Imperio ruso durante el siglo XVII. En 1930, la Unión Soviética les reconoció su identidad ket. Desde 1934, el territorio ket está incluido dentro del krai de Krasnoyarsk, que actualmente forma parte del distrito federal de Siberia. Las principales comunidades ket son Kellog, Serkovo, Baklánija, Goróshija, Pakúlija, y Maduyka, en el distrito de Turujansk, y Sulomái, en el distrito de Baikit.

## Cultura tradicional

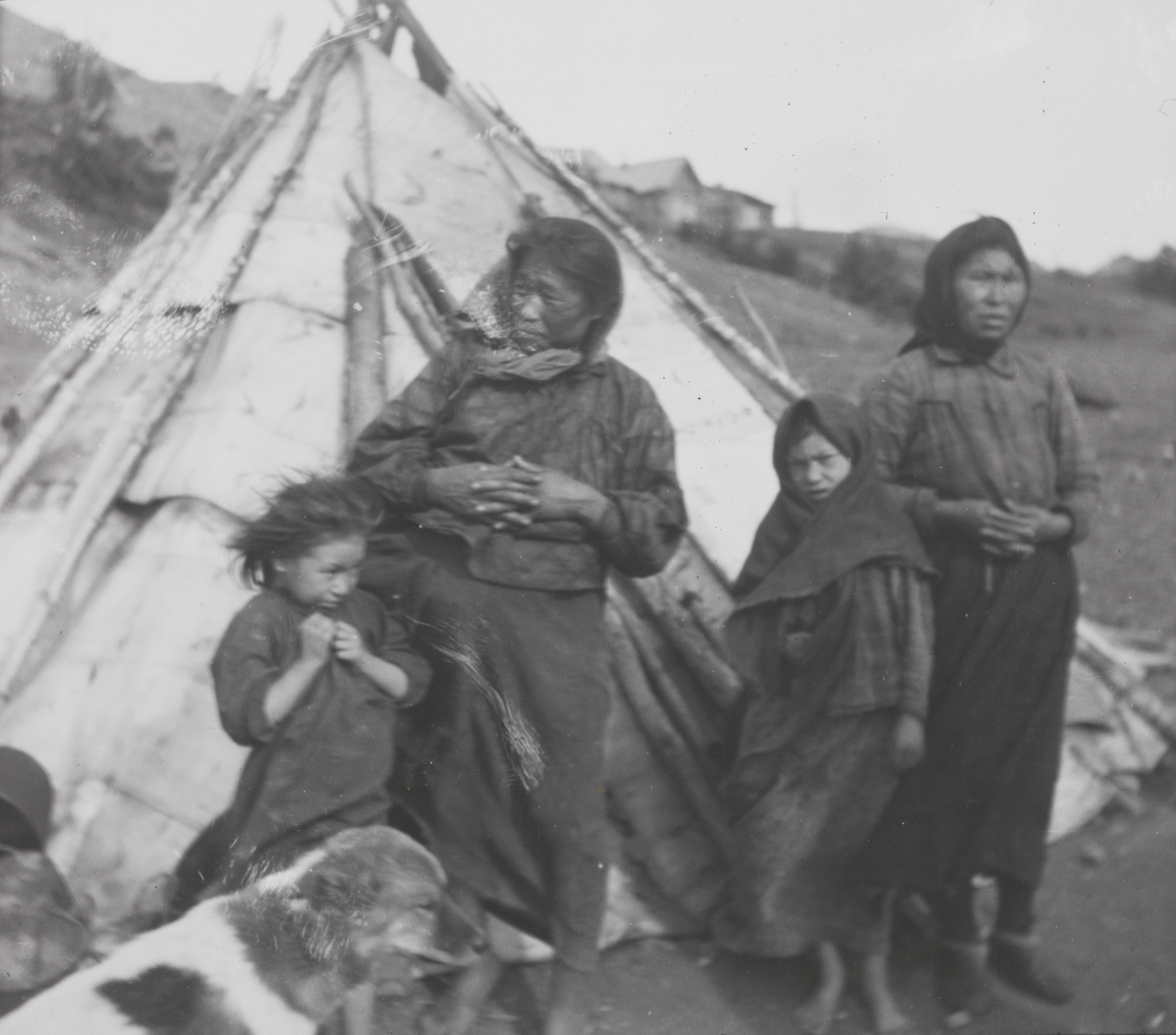
Mujeres y niños ket frente a la tienda, hecha de corteza de árbol. Una de las fotografías del viaje a Siberia de Fridtjof Nansen, 1913.

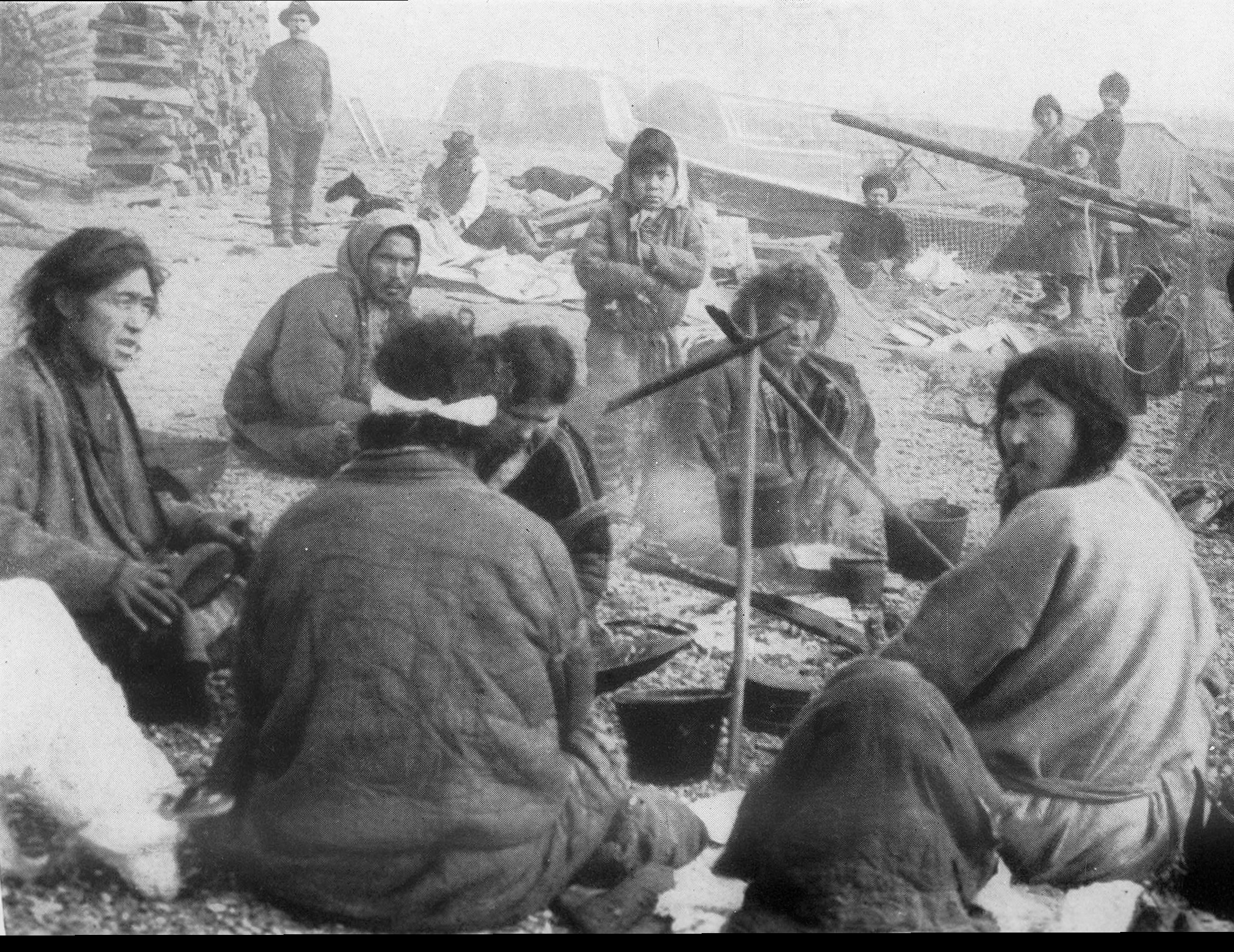
Un grupo de kets alrededor de la hoguera. Fotografía del viaje a Siberia de Fridtjof Nansen, 1913.

### Economía
La ocupación básica ha sido la caza, con flechas de madera con punta afilada con un tipo de veneno a partir de aceite de pescado descompuesto. También han practicado la cría de renos, que aprendieron de sus vecinos samoyedos, pero esta ocupación siempre fue secundaria con respecto a la caza y la recolección. Comerciaban con pieles de ardilla.
Durante la primavera y el otoño grandes cantidades de aves acuáticas eran cazadas. El verano ha sido la estación para reunirse a pescar en el río y a cavar en busca de bulbos comestibles del lirio silvestre, conocidos como "sarana" o en ket tugup, identificados como Fritillaria camschatcensis y Lilium medeoloides (o Lilium martagon). Utilizaban canoas para pescar. Mantenían perros para ayudar en la caza y para transportar cargas pequeñas durante la caza invernal con esquís. Para cargas más pesadas utilizaban los renos. La caza y la pesca eran labores colectivas.

### Familia
Eran una sociedad patriarcal y uxorilocal. Se dividían fratrías exogámicas que intercambiaban cónyuges. Los matrimonios eran arreglados con una dote por la novia que iba a vivir con la familia de su marido. Durante el verano vivían en "tipis" cónicos con marcos de palo y fieltro cubiertos de cortezas, llamados qus o pasaban en barcos casas alargados, llamados ilimka. En invierno vivían en casetas de tierra llamadas banggus.

### Creencias
Consideraban el mundo como poblado por espíritus buenos y malos. Es, el espíritu del cielo, era el bien mismo, mientras que su esposa, el espíritu de la tierra, Hosedam (o Qosedam), era quien causaba todo tipo de enfermedad y desgracia. El chamán o sening podía comunicar a los humanos con los espíritus. El culto al oso también tenía un papel importante. Cada grupo tenía un animal totémico, que no podía matar.

## Orígenes comunes
La gente de Ket comparte su origen con otras personas de Yenise . Están estrechamente relacionados con otros siberianos , asiáticos orientales y pueblos indígenas de América . Pertenecen principalmente al haplogrupo Y-DNA Q-M242 . [4]
Según un estudio reciente, los Ket y otras personas de Yenise se originaron probablemente en algún lugar cerca de las montañas de Altái o cerca del lago Baikal . Muchos yeniseianos fueron asimilados al pueblo turco moderno . Se sugiere que los altaianos son predominantemente de origen yeniseiano y están estrechamente relacionados con la gente de Ket. Otros grupos turcos siberianos también han asimilado en gran medida a la gente de Yenise. La gente de Ket también está estrechamente relacionada con varios grupos de nativos americanos . Según este estudio, los yeniseianos están vinculados a grupos paleo-esquimales . [5]